# 20897 Deborahdomingue
20897 Deborahdomingue è un asteroide della fascia principale. Scoperto nel 2000, presenta un'orbita caratterizzata da un semiasse maggiore pari a 2,7695916 UA e da un'eccentricità di 0,0263129, inclinata di 15,58977° rispetto all'eclittica.